# Paul Marchandeau

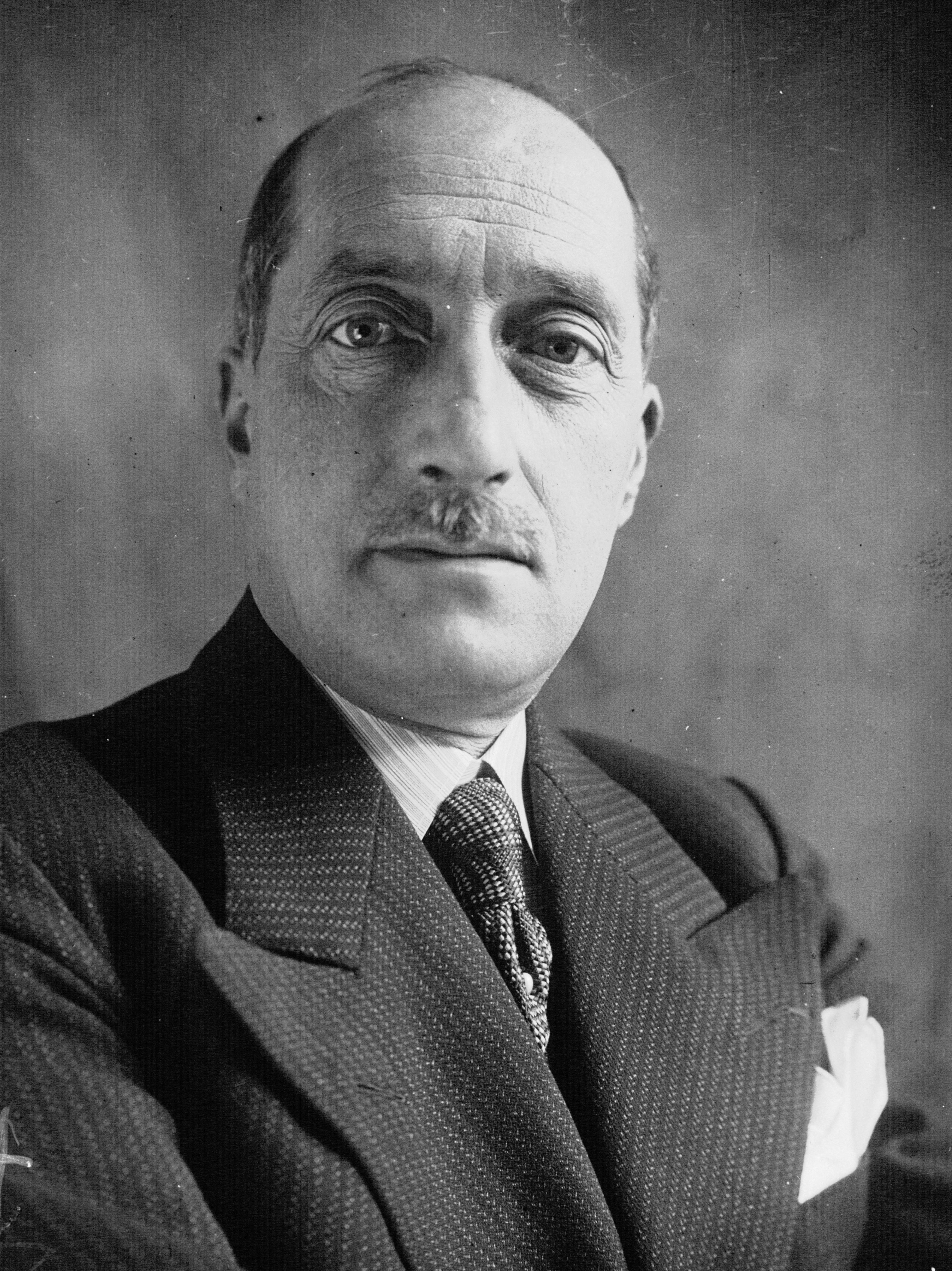
Paul Marchandeau (1933)

Paul Marie Henri Joseph Marchandeau (* 10. August 1882 in Gaillac, Département Tarn; † 31. Mai 1968 in Paris) war ein französischer Politiker der Parti républicain, radical et radical-socialiste (PRRS), der unter anderem zwischen 1925 und 1942 Bürgermeister von Reims sowie von 1926 bis 1942 Mitglied der Nationalversammlung war. Er bekleidete zudem in den 1930er Jahren zahlreiche Ministerämter in verschiedenen Kabinetten.

## Leben

### Rechtsanwalt, Bürgermeister von Reims und Mitglied der Nationalversammlung
Paul Marie Henri Joseph Marchandeau absolvierte nach dem Besuch des Lycée de Toulouse ein Studium der Rechtswissenschaften an der Universität von Paris und erwarb 1909 einen Doktor der Rechte mit der Arbeit De la Vérification des pouvoirs devant les Chambres françaises, in der er sich mit der Frage der Überprüfung von Beglaubigungen vor den französischen Kammern befasste. Nach seiner anwaltlichen Zulassung war er als Rechtsanwalt in Reims tätig sowie als juristischer Berater der Allgemeinen Vereinigung der Winzer (Syndicat général des vignerons). Daneben war er Redakteur für die Tageszeitung La Laterne sowie für die Zeitung L’Eclaireur de l'Est, deren Chefredakteur und Direktor er später war. Er engagierte sich des Weiteren als Ehrenpräsident der Republikanischen Pressevereinigung (Syndicat de la presse républicaine) des Département Marne.
Sein politisches Engagement begann Marchandeau für die Parti républicain, radical et radical-socialiste (PRRS) in der Kommunalpolitik und wurde 1919 Mitglied des Gemeinderates von Reims. Am 15. Mai 1925 wurde er als Nachfolger seines Parteifreundes Charles Roche erstmals Bürgermeister von Reims und bekleidete dieses Amt fünfzehn Jahre lang bis Juni 1940, woraufhin Georges Hodin in ablöste. Als Bürgermeister setzte er sich insbesondere für den Wiederaufbau der Stadt nach dem Ersten Weltkrieg ein. Am 28. Februar 1926 wurde er zudem für die PRRS erstmals Mitglied der Nationalversammlung (Assemblée nationale) und vertrat in dieser bis zum 31. Mai 1942 das Département Marne. Er war des Weiteren Mitglied des Generalrates (Conseil général) des Département Marne sowie zeitweise dessen Präsident. 1934 wurde er zum Präsidenten der Vereinigung der Bürgermeister Frankreichs (Association des maires de France) gewählt.

### Unterstaatssekretär und Minister
Am 23. Februar 1930 übernahm Paul Marchandeau sein erstes Regierungsamt, als er für zwei Tage bis zum 25. Februar 1930 im Unterstaatssekretär im Innenministerium (Sous-secrétaire d’Etat à l’intérieur) war. Er war ferner vom 13. Dezember 1930 bis zum 22. Januar 1931 als Sous-secrétaire d’Etat à la présidence du Conseil Unterstaatssekretär im Amt von Premierministers Théodore Steeg. Den Posten des Unterstaatssekretärs im Amt des Premierministers hatte er zwischen dem 3. Juni und dem 14. Dezember 1932 abermals in der dritten Regierung von Premierminister Édouard Herriot inne.
Im zweiten Kabinett Chautemps übernahm Marchandeau am 26. November 1933 das Amt des Haushaltsministers (Ministre du budget) und hatte dieses bis zum 30. Januar 1934 inne. Im darauf folgenden zweiten Kabinett Daladier war er als Nachfolger von François Piétri zwischen dem 4. und dem 9. Februar 1934 erstmals Finanzminister (Ministre des finances). Im zweiten Kabinett Doumergue löste er am 13. Oktober 1934 Albert Sarraut als Innenminister (Ministre de l’intérieur) ab und verblieb in diesem Amt bis zum 8. November 1934. Anschließend bekleidete er zwischen dem 8. November 1934 und dem 31. Mai 1935 den Posten des Ministers für Handel und Industrie (Ministre du commerce et de l’industrie) im Kabinett Flandin.
Am 18. Januar 1938 wurde Paul Marchandeau abermals als Finanzminister in das vierte Kabinett Chautemps berufen und gehörte diesem bis zum 13. März 1938 an. Den Posten des Finanzministers bekleidete er erneut vom 10. April 1938 bis zu seiner Ablösung durch Paul Reynaud am 1. November 1938 im dritten Kabinett Daladier. Im Zuge der Regierungsumbildung vom 1. November 1938 übernahm er wiederum von Paul Reynaud das Amt des Justizministers (Ministre de la justice) und hatte dieses bis zum 11. Mai 1939 im dritten Kabinett Daladier sowie daraufhin zwischen dem 11. Mai und dem 13. September 1939 auch im vierten Kabinett Daladier inne. 1940 stimmte er für die weitgehenden Vollmachten für Marschall Pétain und damit für das Ende der Dritten Republik. Am 27. August 1940 wurde während des Vichy-Regimes die Loi Marchandeau, die eine antisemitische Presseberichterstattung unter Strafe gestellt hatte, abgeschafft. Im November 1940 wurde er Nachfolger von Georges Hodin als Bürgermeister von Reims und behielt dieses Amt bis zum 15. April 1942, woraufhin sein Parteifreund Joseph Bouvier seine Nachfolge antrat. Nach der Befreiung Frankreichs wurde er wegen seiner Unterstützung des Vichy-Regimes für unwählbar erklärt und zog sich aus dem politischen Leben zurück. Für seine Verdienste erhielt er das Ritterkreuz der Ehrenlegion und das Croix de guerre 1914–1918 verliehen.

## Veröffentlichung
- De la Vérification des pouvoirs devant les Chambres françaises, Dissertation, Universität von Paris, 1909